# Marsanes
Marsanes é um texto Gnóstico Setiano entre os Apócrifos do Novo Testamento. A principal cópia que chegou até nós foi encontrada em 1945 no códice X da Biblioteca de Nague Hamadi, ainda que com quatro páginas faltando e diversas linhas danificadas sem possibilidade de recuperação, incluindo as dez primeiras da quinta página.

## Conteúdo
Assim como Zostrianos (Códice VIII) e Alógenes (Códice XI), o texto descreve uma complexa cosmogonia esotérica de sucessivas emanações de um Deus original, como revelado por Marsanes. No texto é possível encontrar indicações que os Setianos desenvolveram ideias Monistas, comparáveis às noções de Heráclito sobre a perfeição e permanência universais expressas através da manutenção constante da massa das "coisas" que nele existem (ou seja, toda matéria no universo pode apenas mudar de forma, não podendo ser criada ou destruída); e à posterior insistência dos Estoicos de que nada existe além do mundo material.
O pensamento gnóstico se expressa por meio de uma discussão sobre o poder do conhecimento sagrado, que poderia permitir que os leitores ascendessem pelos níveis do universo até chegarem ao céu mais elevado, onde Deus reside.